# Japan Soccer League Cup 1976
La Japan Soccer League Cup 1976 è stata la prima edizione del torneo calcistico organizzato dalla Japan Soccer League, massimo livello del campionato giapponese di calcio.

## Risultati

### Fase a gironi
Gli incontri della fase a girone si sono svolti tra il 3 e il 29 aprile 1976.

#### Est - Gruppo A
| Squadra           | P.ti | G | V | P | S | RF | RS | DR  |
| ----------------- | ---- | - | - | - | - | -- | -- | --- |
| Mitsubishi HI     | 7    | 4 | 3 | 1 | 0 | 9  | 2  | +7  |
| Furukawa Electric | 5    | 4 | 2 | 1 | 1 | 10 | 7  | +3  |
| Yomiuri           | 3    | 4 | 1 | 1 | 2 | 7  | 6  | +1  |
| Sumitomo Metals   | 3    | 4 | 1 | 1 | 2 | 4  | 14 | -10 |
| Nippon Kokan      | 2    | 4 | 1 | 0 | 3 | 7  | 8  | -1  |

|                       | MIT   | FUR   | YOM   | SUM   | NKK   |
| --------------------- | ----- | ----- | ----- | ----- | ----- |
| Mitsubishi Heavy Ind. |       | 1 - 1 | 2 - 1 | 1 - 0 | 5 - 0 |
| Furukawa Electric     | 1 - 1 |       | 0 - 4 | 3 - 2 | 6 - 0 |
| Yomiuri               | 1 - 2 | 4 - 0 |       | 1 - 3 | 1 - 2 |
| Sumitomo Ind.         | 0 - 5 | 0 - 6 | 1 - 1 |       | 3 - 2 |
| Nippon Kokan          | 0 - 1 | 2 - 3 | 3 - 1 | 2 - 3 |       |

- Mitsubishi HI e  Furukawa Electric qualificate alla fase ad eliminazione diretta.

#### Est - Gruppo B
| Squadra            | P.ti | G | V | P | S | RF | RS | DR  |
| ------------------ | ---- | - | - | - | - | -- | -- | --- |
| Hitachi            | 6    | 4 | 2 | 2 | 0 | 12 | 7  | +10 |
| Fujita Kogyo       | 5    | 4 | 2 | 1 | 1 | 11 | 2  | +9  |
| Fujitsu            | 5    | 4 | 2 | 1 | 1 | 10 | 6  | +4  |
| Kofu Club          | 3    | 4 | 1 | 1 | 2 | 3  | 12 | -9  |
| Furukawa El. Chiba | 1    | 4 | 0 | 1 | 3 | 1  | 15 | -14 |

|                         | HIT   | FUK   | FUJ   | KOF   | FEC   |
| ----------------------- | ----- | ----- | ----- | ----- | ----- |
| Hitachi                 |       | 1 - 1 | 1 - 1 | 6 - 0 | 4 - 0 |
| Fujita Kogyo            | 1 - 1 |       | 4 - 0 | 0 - 1 | 6 - 0 |
| Fujita Kogyo            | 1 - 1 | 0 - 4 |       | 5 - 1 | 4 - 0 |
| Kofu Club               | 0 - 6 | 1 - 0 | 1 - 5 |       | 1 - 1 |
| Furukawa Electric Chiba | 0 - 4 | 0 - 6 | 0 - 4 | 1 - 1 |       |

- Hitachi e  Fujita Kogyo qualificate alla fase ad eliminazione diretta.

#### Ovest - Gruppo A
| Squadra       | P.ti | G | V | P | S | RF | RS | DR |
| ------------- | ---- | - | - | - | - | -- | -- | -- |
| Eidai         | 8    | 4 | 4 | 0 | 0 | 9  | 3  | +6 |
| Toyota Motors | 5    | 4 | 2 | 1 | 1 | 7  | 5  | +2 |
| Yanmar Diesel | 3    | 4 | 1 | 1 | 2 | 3  | 4  | -1 |
| Tanabe Pharma | 3    | 4 | 1 | 1 | 2 | 7  | 9  | -2 |
| Kyoto Shiko   | 1    | 4 | 0 | 1 | 3 | 3  | 8  | -5 |

|               | EID   | TOM   | YAD   | TAN   | KYS   |
| ------------- | ----- | ----- | ----- | ----- | ----- |
| Eidai         |       | 2 - 0 | 2 - 1 | 2 - 1 | 3 - 1 |
| Toyota Motors | 0 - 2 |       | 1 - 0 | 5 - 2 | 1 - 1 |
| Yanmar Diesel | 1 - 2 | 0 - 1 |       | 1 - 1 | 1 - 0 |
| Tanabe Pharma | 1 - 2 | 2 - 5 | 1 - 1 |       | 3 - 1 |
| Kyoto Shiko   | 1 - 3 | 1 - 1 | 0 - 1 | 1 - 3 |       |

- Eidai e  Toyota Motors qualificate alla fase ad eliminazione diretta.

#### Ovest - Gruppo B
| Squadra          | P.ti | G | V | P | S | RF | RS | DR |
| ---------------- | ---- | - | - | - | - | -- | -- | -- |
| Toyo Kogyo       | 6    | 4 | 2 | 2 | 0 | 6  | 3  | +3 |
| Honda Motor      | 5    | 4 | 1 | 3 | 0 | 5  | 4  | +1 |
| Yanmar Club      | 4    | 4 | 1 | 2 | 1 | 2  | 3  | -1 |
| Teijin Matsuyama | 3    | 4 | 1 | 1 | 2 | 4  | 5  | -2 |
| Nippon Steel     | 2    | 4 | 0 | 2 | 2 | 3  | 5  | -2 |

|                  | TOK   | HON   | YAC   | TEM   | NIS   |
| ---------------- | ----- | ----- | ----- | ----- | ----- |
| Toyo Kogyo       |       | 2 - 1 | 3 - 1 | 1 - 0 | 0 - 0 |
| Honda Motor      | 2 - 2 |       | 0 - 0 | 2 - 1 | 1 - 1 |
| Yanmar Club      | 1 - 3 | 0 - 0 |       | 0 - 0 | 1 - 0 |
| Teijin Matsuyama | 0 - 1 | 1 - 2 | 0 - 0 |       | 3 - 2 |
| Nippon Steel     | 0 - 0 | 1 - 1 | 0 - 1 | 2 - 3 |       |

- Toyo Kogyo e  Honda Motor qualificate alla fase ad eliminazione diretta.

### Fase ad eliminazione diretta

#### Quarti di finale
Le gare dei quarti di finale del torneo si sono svolte il 5 maggio: delle otto squadre partecipanti, l'Honda Motor milita nel secondo raggruppamento della Japan Soccer League.
| Squadra 1     | Risultato | Squadra 2         |
| ------------- | --------- | ----------------- |
| Toyo Kogyo    | 1 - 3     | Furukawa Electric |
| Mitsubishi HI | 1 - 0     | Honda Motor       |
| Eidai         | 2 - 1     | Fujita Kogyo      |
| Hitachi       | 2 - 1     | Toyota Motors     |

#### Semifinali
Le gare dei quarti di finale del torneo si sono svolte il 9 e il 10 maggio.
| Squadra 1     | Risultato      | Squadra 2         |
| ------------- | -------------- | ----------------- |
| Mitsubishi HI | 0 - 1          | Eidai             |
| Hitachi       | 3 - 1 (d.t.s.) | Furukawa Electric |

### Finale
| Tokyo 14 maggio 1976 | Hitachi | 1 – 0 | Eidai | National Stadium |